# 终端元素
在项目管理中，终端元素是指工作分解结构中最底下的元素（活动或结果物），终端元素将不再细分。
终端元素是那些根据资源需求进行估计，预算和工期，由依赖关系相连接，制定进度的元素。
终端元素有时也称为工作包，尽管这两个术语并不是同义词。